# American Symphony
American Symphony é um documentário biográfico estadunidense de 2023 escrito, filmado e editado por Matthew Heineman. Ele explora um ano na vida do músico Jon Batiste, sua carreira musical e a luta de sua esposa contra a leucemia.
Teve sua estreia mundial no 50º Festival de Cinema de Telluride em 31 de agosto de 2023 e foi lançado pela Netflix em 29 de novembro de 2023.

## Sinopse
Explora um ano na vida do músico Jon Batiste, narrando sua carreira na música (incluindo suas 11 indicações no 64º Grammy Awards) e as lutas que sua esposa, Suleika Jaouad, enfrenta com leucemia.

## Lançamento
American Symphony teve sua estreia mundial no 50º Festival de Cinema de Telluride em 31 de agosto de 2023. Pouco depois, a Netflix e a Higher Ground Productions adquiriram os direitos de distribuição do filme. Foi lançado em 29 de novembro de 2023.

## Recepção
No site agregador de resenhas Rotten Tomatoes, 93% das 27 resenhas dos críticos são positivas, com uma classificação média de 7,2/10. O consenso do site diz: "Mais do que um documentário padrão de um músico, a American Symphony usa seu acesso aos bastidores para apresentar um retrato de coragem e criatividade." O Metacritic, que usa uma média ponderada, atribuiu ao filme uma pontuação de 74 em 100, com base em 9 críticos, indicando críticas "geralmente favoráveis".